# Degli Oddi (famiglia)
La famiglia degli Oddi è un'antica casata perugina, distintasi tra le più illustri famiglie umbre in età medievale e rinascimentale, rivelandosi di grande importanza negli equilibri politici dell’epoca. 
Costituitasi come una consorteria, ovvero un grande clan familiare diviso in più rami con connotazione politica, si distinse per le ingenti possessioni territoriali e per il prestigio politico che assunse a Perugia e altrove, anche con i suoi numerosi podestà. Tra le più importanti famiglie del partito dei nobili, è passata alla storia per il feroce antagonismo con la famiglia Baglioni dalla quale sarà sconfitta tra fine Quattrocento e inizio Cinquecento. Al fianco dei degli Oddi si schierarono alcune delle famiglie più illustri di Perugia come i Ranieri, gli Arcipreti, gli Armanni della Staffa e altre ancora. 
La famiglia diede all Ordine del Santo Sepolcro ben due priori generali: Bartolomeo di Ciuzio alla metà del Trecento e Fabrizio di Simone nell'ultimo quarto del Quattrocento.
Più membri della famiglia furono tra i primi committenti di Raffaello Sanzio, tra cui Leandra Baglioni, moglie del Magnifico Simone degli Oddi, che commissionò all'Urbinate una pala d'altare per la cappella di famiglia nella Chiesa di San Francesco al Prato, denominata Pala degli Oddi.  
Il 23 gennaio 1881 Maria Vittoria degli Oddi, figlia del conte Angelo maschio primogenito della famiglia, sposò il marchese Luigi Marini Clarelli di Vacone, pertanto i principali beni della storica casata perugina passarono al ramo primogenito dei Marini Clarelli. 

## Storia

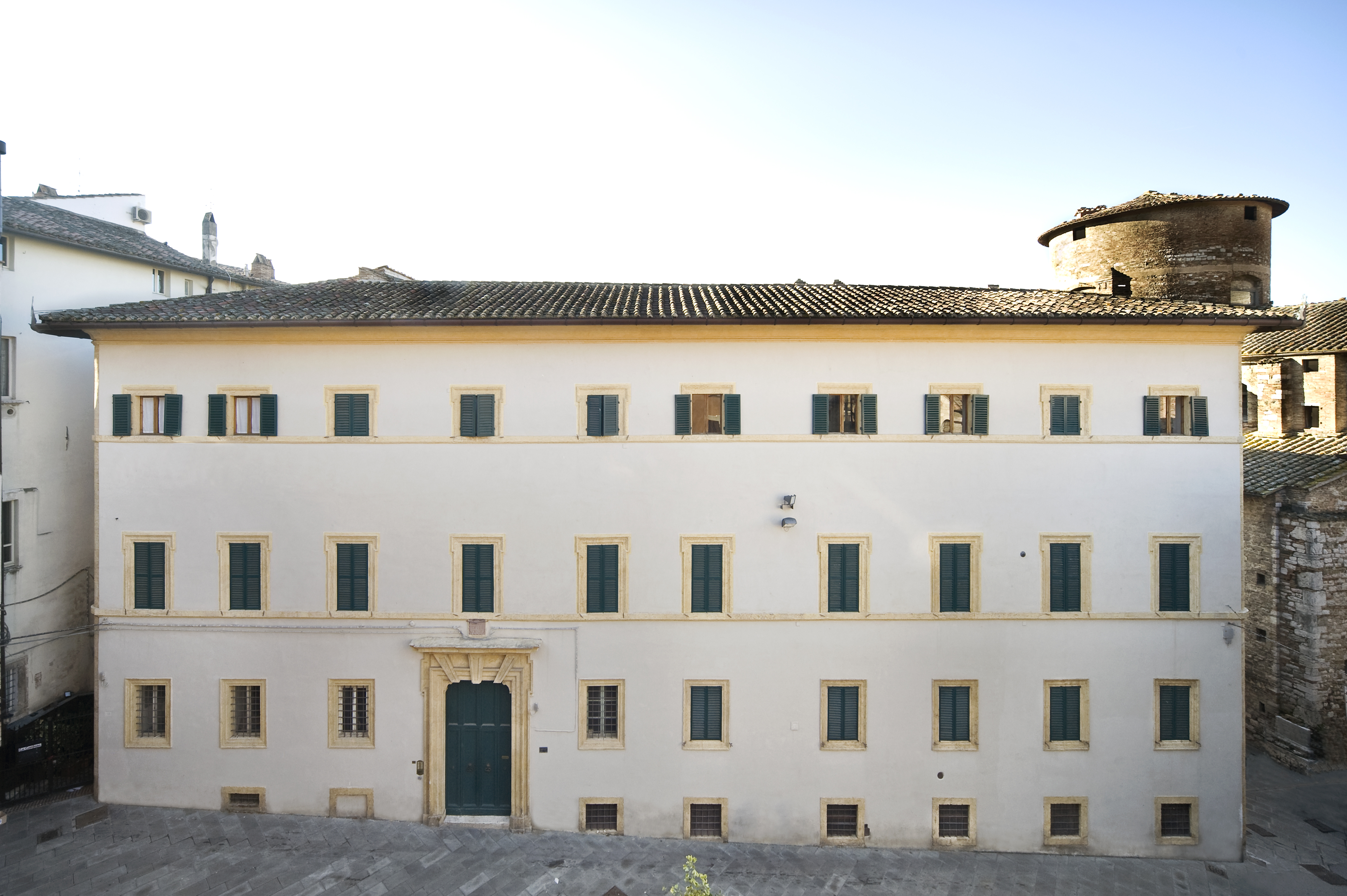
Palazzo degli Oddi Marini Clarelli nel rione di Porta Santa Susanna

La leggenda, chiaramente nata in età basso medievale, vuole che la famiglia sia di mitica origine macedone e che, dopo essersi trasferita in Ungheria e successivamente in Germania, sia giunta infine nella penisola al seguito dell'imperatore Federico Barbarossa. I degli Oddi, secondo la vulgata attestati  aPerugia dal 1166 con Oddo, figlio di uno dei capitani del menzionato imperatore svevo, conquistarono un posto significativo nella città, tanto che nella Libra perugina, nel 1285, e poi nel Libro rosso, appariva Oddo de Oddonibus, registrato nella chiesa di San Nicolò, nel quartiere di Porta Santa Susanna, che sarà sempre la parrocchia della casata.
Il cognome Oddi per quanto simile formalmente e semanticamente a quello di degli Oddi indica un'altra famiglia perugina diversa dai degli Oddi. Quindi la dizione degli Oddi, oltre ad essere la forma corretta di per sé, serve a non creare equivoci con la famiglia Oddi. 
Il papa Innocenzo IV concesse ai degli Oddi il rango comitale e baronale ammettendoli nei ranghi della nobiltà nera o guelfa. E da qui iniziò il drammatico antagonismo con i ghibellini Baglioni, tanto che la città fu letteralmente divisa in due parti, in ogni senso. I Baglioni erano alleati con i della Corgna e i Vincioli, i degli Oddi con i Ranieri e gli Archibugi: la disputa diventò efferata, allorché, nel 1330, Baglione Novello fece assassinare l'autorevole Oddo.

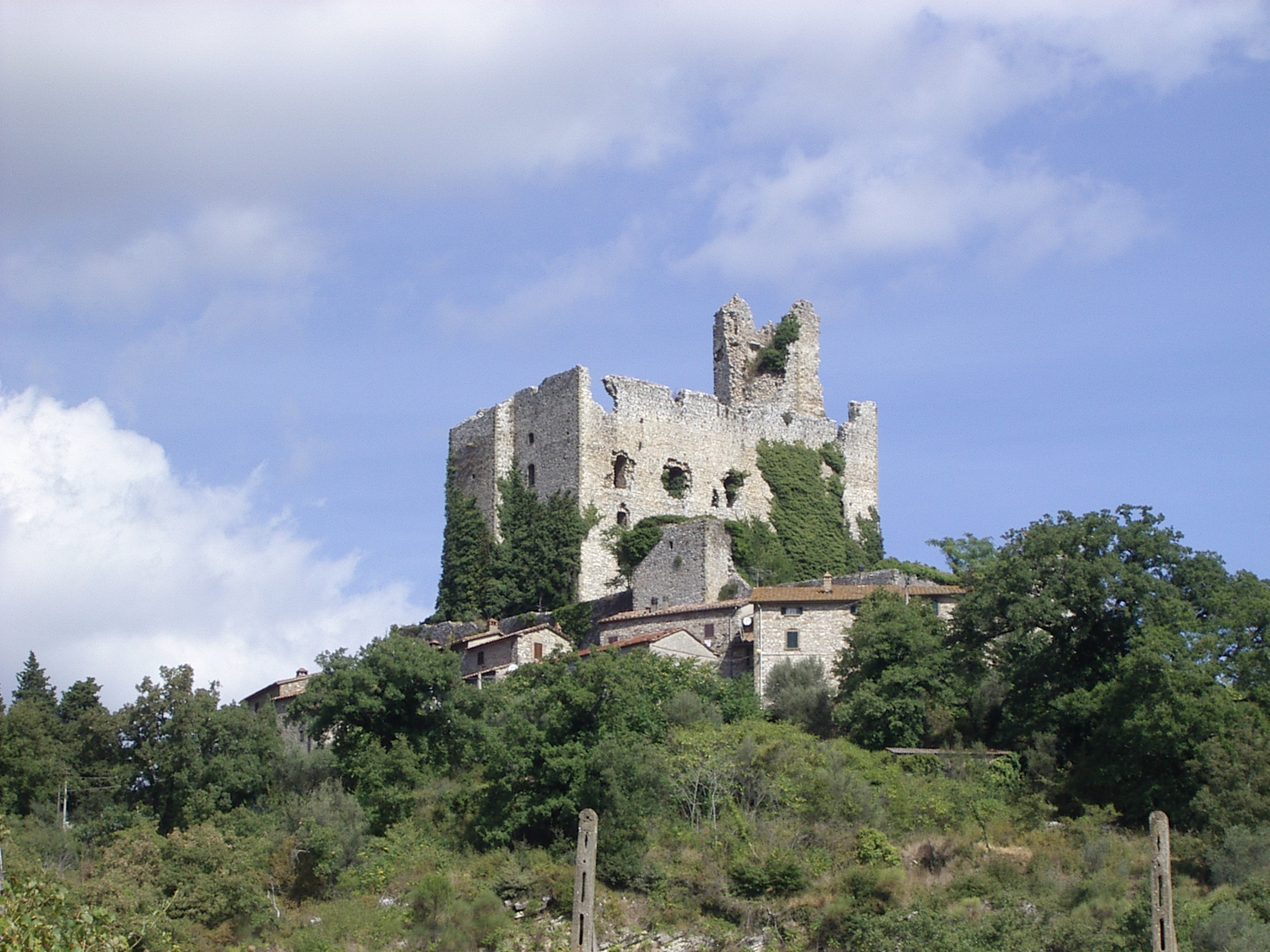
La Rocca di Pierle, posseduta dalla famiglia tra XIII e XIV secolo

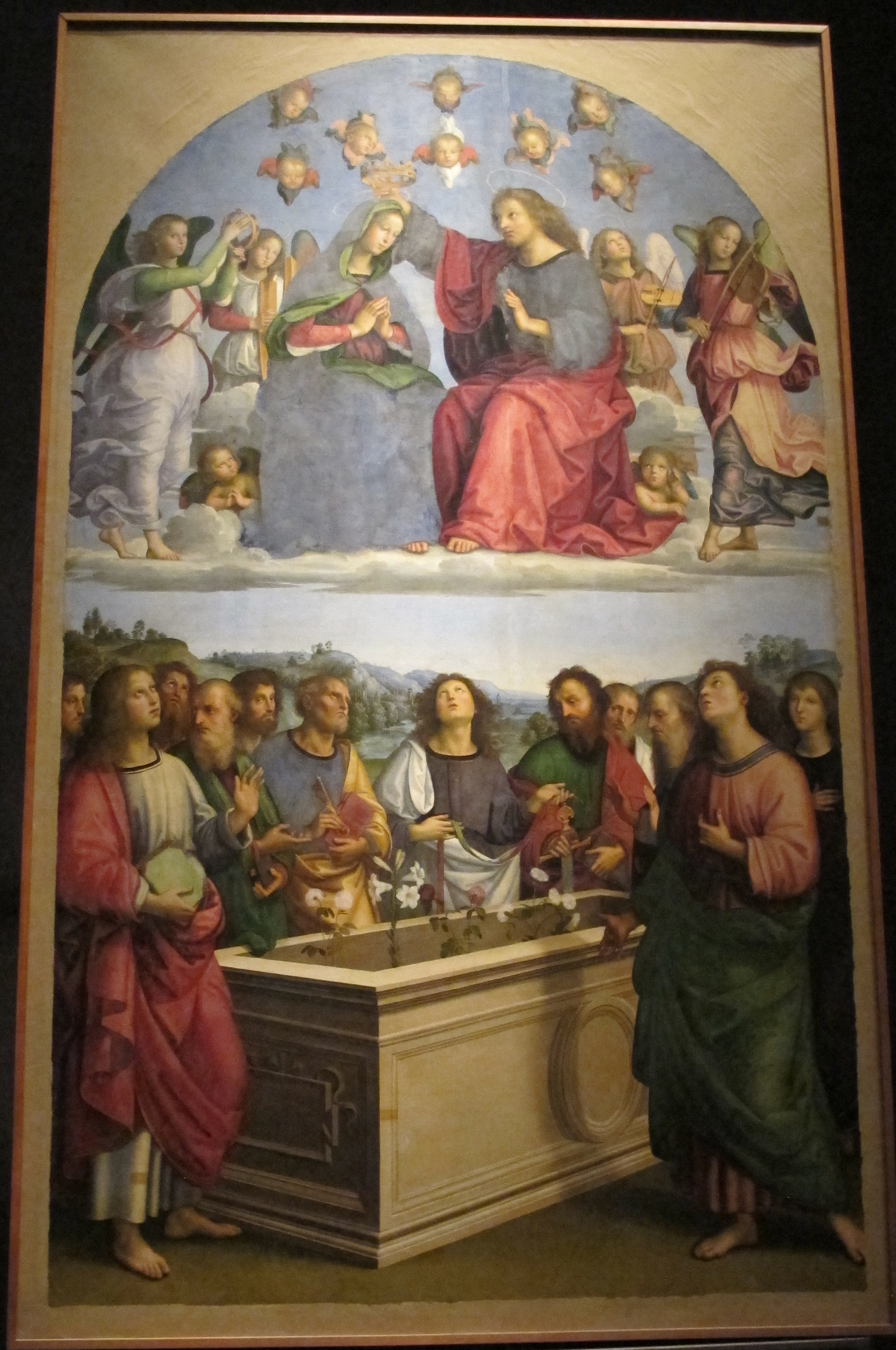
La Pala degli Oddi (Pinacoteca Vaticana)

La dissociazione acquisì elementi più marcati e visibili nella mappa di Perugia: la parte orientale (Sant'Ercolano, Porta Sole, le vie Bontempi e Alessi) era sotto il dominio assoluto dei Baglioni; in quella occidentale (via dei Priori - dove fu eretta la loro residenza principale -, Porta Eburnea, Porta Santa Susanna, Porta Sant'Angelo, il Verzaro, la Conca) primeggiavano i degli Oddi.
Queste rivalità costarono parecchio ai degli Oddi perché furono sempre battuti dai rivali con ingenti perdite umane. Questo feroce conflitto spinse alcuni dei degli Oddi a lasciare Perugia: ecco il motivo della presenza (anche con stemmi variati) di alcuni loro rami in altre località. In seguito alla morte per strangolamento di Pompeo di Leone degli Oddi da parte di Giampaolo Baglioni, nel 1501, intervenne addirittura l'energico papa Giulio II che, con il ripristino della supremazia della Santa Sede, pose fine alla pericolosa inimicizia.
I degli Oddi, dunque, furono annoverati tra le famiglie più prestigiose di Perugia e ricoprirono tutte le cariche politico-economico-amministrative della comunità.
La casata ebbe varie dimore, estive o di campagna: quella più importante, però, fu il palazzo, in via dei Priori 84, fatto costruire da Guido nel sito dove già esisteva una casa con torre medievale e terreno circostante. La severa ma elegantissima facciata settecentesca contrastava con il ricco interno, in cui predominavano gli elementi barocchi sia nel sontuoso arredamento che negli affreschi sulle gesta della stirpe, con richiami alla forte amicizia che legò i degli Oddi ai Medici.
Quasi tutti gli esponenti della casata trovavano sepoltura nella chiesa di San Francesco al Prato: la cappella degli Oddi (con quella dei Baldeschi, ancora visibile nel tempio sconsacrato e in restauro radicale con diversa destinazione), dedicata all'Assunta, sul fianco sud dell'edificio, fu voluta, nel 1461, da Maddalena degli Oddi. Per la stessa chiesa, nel 1502 Alessandra di Simone commissionò a Raffaello Sanzio il quadro dell'incoronazione della Vergine, detto Pala degli Oddi, che qui rimase fino alla requisizione, nel 1797, da parte dei francesi, per poi far ritorno in Italia, nel 1815, ma alla Pinacoteca Vaticana dove tuttora si trova.
Il 23 gennaio 1881 Maria Vittoria degli Oddi, figlia del conte Angelo maschio primogenito della famiglia, sposò il marchese Luigi Marini Clarelli di Vacone, pertanto i principali beni della storica casata perugina passarono al ramo primogenito dei Marini Clarelli. Nel 2008 a seguito del lascito testamentario di Barbara Marini Clarelli è stata istituita una fondazione privata con l’evoluzione a Casa Museo del Palazzo degli Oddi Marini Clarelli, di cui si apprezzano le sale e la quadreria dal notevole valore artistico, nonché un fondo archivistico dichiarato "di interesse storico particolarmente importante" che copre un periodo che va dal XV secolo al 1994.